# Yasutoshi Moriyama
Yasutoshi Moriyama (jap. 森山泰年 Moriyama Yasutoshi; ur. 4 sierpnia 1957 w prefekturze Okayama) – japoński zapaśnik w stylu klasycznym. Trzykrotny olimpijczyk. Odpadł w rundach wstępnych na igrzyskach w Los Angeles 1984, Seulu 1988 i Barcelonie 1992. Startował w kategorii 74–76 kg.
Sześciokrotny uczestnik mistrzostw świata, czwarty w 1986. Złoty medal na igrzyskach azjatyckich w 1986 i brąz w 1990 i  1994. Zdobył trzy medale na mistrzostwach Azji, złoto w 1989. Czwarty w Pucharze Świata w 1982 i szósty w 1989 roku.
Po zakończeniu kariery trener zapasów.